# Villiers-le-Bâcle
Villiers-le-Bâcle település Franciaországban, Essonne megyében. Lakosainak száma 1040 fő (2022. január 1.). Villiers-le-Bâcle Toussus-le-Noble, Châteaufort, Saint-Rémy-lès-Chevreuse, Gif-sur-Yvette, Saclay és Saint-Aubin községekkel határos.

## Népesség
A település népessége az elmúlt években az alábbi módon változott:
| Lakosok száma | 1237 | 1245 | 1265 | 1237 | 1223 | 1212 | 1155 | 1097 | 1040 |
|               | 2013 | 2015 | 2016 | 2017 | 2018 | 2019 | 2020 | 2021 | 2022 |